# Leichtathletik-Weltmeisterschaften 2019/Teilnehmer (Liberia)
| Gelbes Symbol für Goldmedaillen mit stilisierten Olympischen Ringen | Graues Symbol für Silbermedaillen mit stilisierten Olympischen Ringen | Braundes Symbol für Bronzemedaillen mit stilisierten Olympischen Ringen |
| ------------------------------------------------------------------- | --------------------------------------------------------------------- | ----------------------------------------------------------------------- |
| —                                                                   | —                                                                     | —                                                                       |

Der Leichtathletikverband von Liberia nahm an den Leichtathletik-Weltmeisterschaften 2019 in Doha teil. Ein Athlet wurde vom liberianischen Verband nominiert.

## Ergebnisse

### Männer

#### Laufdisziplinen
| Athlet          | Disziplin | Vorlauf | Vorlauf | Halbfinale | Halbfinale | Finale | Finale |
| Athlet          | Disziplin | Zeit    | Platz   | Zeit       | Platz      | Zeit   | Platz  |
| --------------- | --------- | ------- | ------- | ---------- | ---------- | ------ | ------ |
| Emmanuel Matadi | 100 m     | 10,19 s | 16      | 10,28 s    | 23         | DNQ    | DNQ    |